# Epirhyssa amaura
Epirhyssa amaura là một loài tò vò trong họ Ichneumonidae.